# كينيث دبليو. غريفين
كينيث دبليو. غريفين (بالإنجليزية: Kenneth W. Griffin)‏ هو عازف الأرغن أمريكي، ولد في 28 ديسمبر 1909، وتوفي في 11 مارس 1956.

## وصلات خارجية
- كينيث دبليو. غريفين على موقع ميوزك برينز (الإنجليزية)
- كينيث دبليو. غريفين على موقع ديسكوغز (الإنجليزية)